# Heinrich Michael Buch
Heinrich Michael Buch, en francès Henri Michel Buch, anomenat el bon Enric i també conegut com a Enric el Sabater (Arlon, província de Luxemburg, actual Bèlgica, 1590 - París, 9 de juny de 1666) era un sabater, fundador d'una pia confraria de sabaters, la Confraria dels Germans Sabaters de Sant Crispí. És conegut com a beat, tot i que no ha estat oficialment beatificat per l'Església catòlica.

## Biografia
Fill de jornalers d'Arlon (al Luxemburg belga), aviat destacà per la seva pietat i devoció. Aprengué l'ofici de sabater. A més del treball, feia pregària i penitència, i era molt caritatiu amb els necessitats, prenent com a models els sants patrons del seu ofici Crispí i Crispinià de Soissons. Intentava apartar altres persones, especialment els joves, del pecat i dels mals costums, induint-los a canviar de vida o intruint-los en els principis del cristianisme. Era conegut com a der gute Heinrich ("Enric el bo"). Va viure a Luxemburg i Messen, i hagué d'anar a París, on s'establí com a sabater, continuant amb la seva vida pietosa (per exemple, visitava diàriament els malalts de l'hospital Saint-Gervais).
Quan tenia 45 anys, va conèixer el baró Gaston de Renty, noble famós per la seva pietat i que feia catequesi i apostolat a París. Els dos, per tal de fer viure cristianament altres persones, van decidir de fundar una congregació laica per a sabaters, de manera que aquests poguessin viure el cristianisme en el seu treball. Nasqué així, el 2 de febrer de 1645, la confraria dels Frères Cordonniers de Saint-Crépin, amb l'objectiu que els seus membres treballessin honradament i dividissin els seus guanys amb els necessitats, a més de donar-se ajut mutu quan ho necessitaven.
L'any 1647, un grup de sastres demanà a Heinrich de crear una confraria similar per als del seu ofici, adoptant les mateixes regles i costums. Aquestes confraries es van estendre per altres llocs de França (Soissons, Lió, Tolosa, etc.) i Itàlia (Roma) i subsistiren fins a la Revolució francesa.
El sabater va emmalaltir d'una greu malaltia de pulmons i, tres anys més tard, morí el 9 de juny de 1666 a París. Va ésser sebollit al cementiri de l'hospital de Saint-Gervais. És venerat com a beat.